# Blasco de Garay

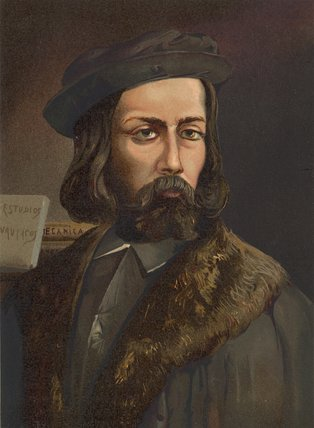
Blasco de Garay

Blasco de Garay (c. 1500 – c. 1552) was een Spaanse zeeman en uitvinder. 

## Biografie
De Garay werd geboren omstreeks 1500 in Spanje. Hij werd kapitein van de vloot tijdens de heerschappij van keizer Karel V. Gedurende deze tijd deed De Garay veel ontdekkingen en uitvindingen die de scheepvaart van die tijd erg vooruithielpen. De meest opzienbarende uitvinding nam hij over uit het Byzantijnse Rijk en China, waar dit mechanisme al sinds de 4e eeuw gebruikt werd; het houten stuurwiel dat sindsdien zo karakteristiek was voor de grote schepen. Voor deze tijd werden schepen vooral bestuurd door stuurriemen. Ook werkte Blasco de Garay mee aan de ontwikkeling van de eerste (primitieve) stoommachine, die echter pas eind 18e eeuw in de scheepvaart gebruikt ging worden.

## Andere uitvindingen
De Garay stuurde de koning een brief waarin hij de volgende vernieuwingen uiteenzette:
1. Het bergen van gezonken schepen, maar alleen als die op honderd armen diepte lagen, met hulp van slechts 2 mannen.
2. Een apparaat waarmee eenieder onder water kon blijven, zo lang als nodig was.
3. Een ander apparaat om met een eenvoudig vizier objecten op de zeebodem te kunnen onderscheiden.
4. De mogelijkheid om onder water licht te laten branden.
5. De methode om zout water in zoet water om te zetten.

Hoewel De Garay voor deze vernieuwingen van de Spaanse koning geld beschikbaar kreeg, kon zijn onderzoek geen doorgang vinden omdat de minister van Binnenlandse Zaken het project tegenhield.